# Metazaleptus rufescens
Metazaleptus rufescens is een hooiwagen uit de familie Sclerosomatidae.